# Potok Oliwski
Potok Oliwski (Radosna Struga) (kaszub. Òlëwskô Strëga) (w dolnym odcinku zwany również „Potokiem Jelitkowskim” bądź „Jelitkowską Strugą”) – jeden z głównych cieków odwadniających obszar Lasów Oliwskich, spływający ze strefy krawędziowej wysoczyzny kaszubskiej znajdującej się na terenie Trójmiejskiego Parku Krajobrazowego i uchodzący bezpośrednio do Zatoki Gdańskiej.

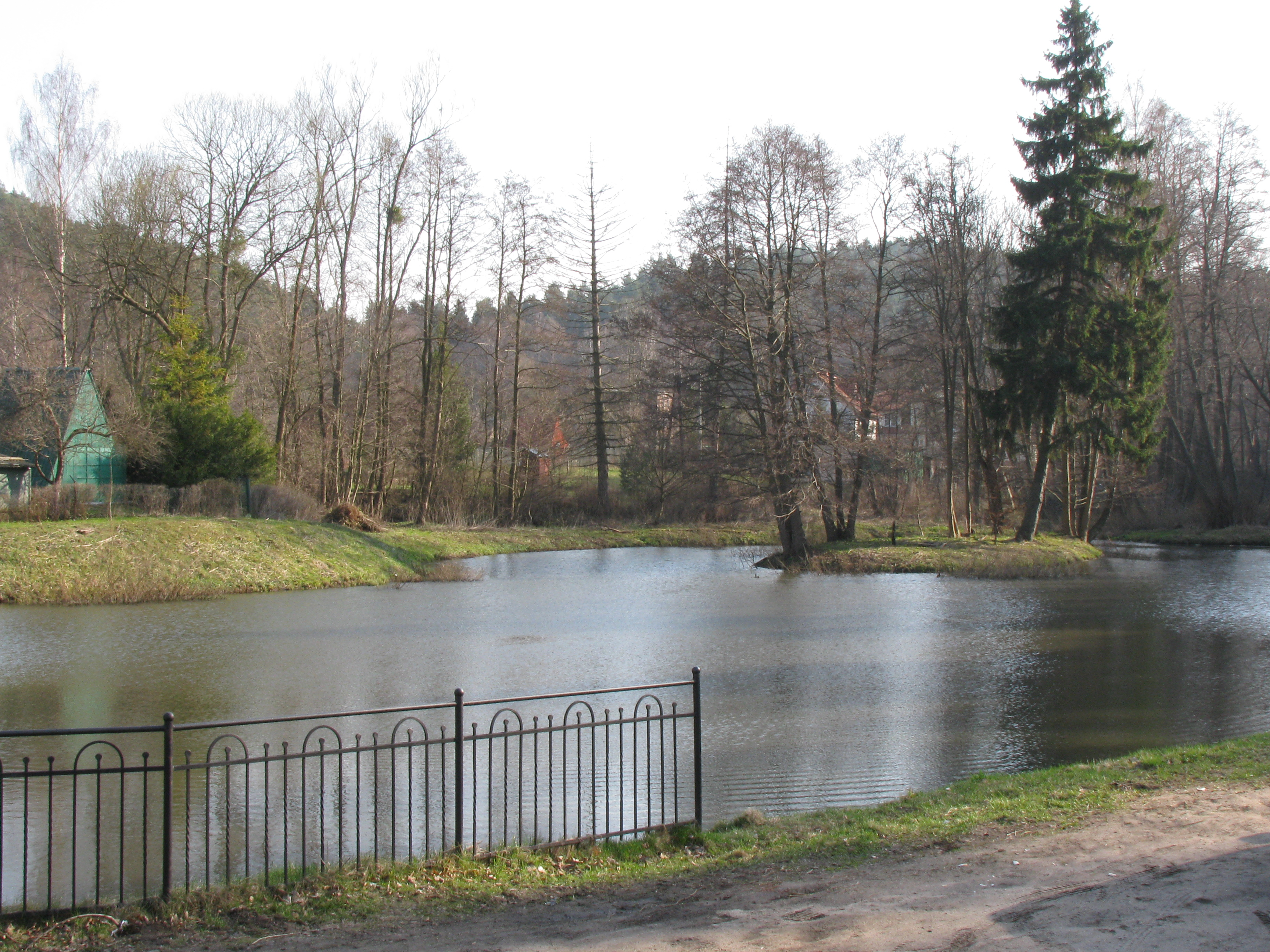
Staw na Potoku Oliwskim w Lasach Oliwskich

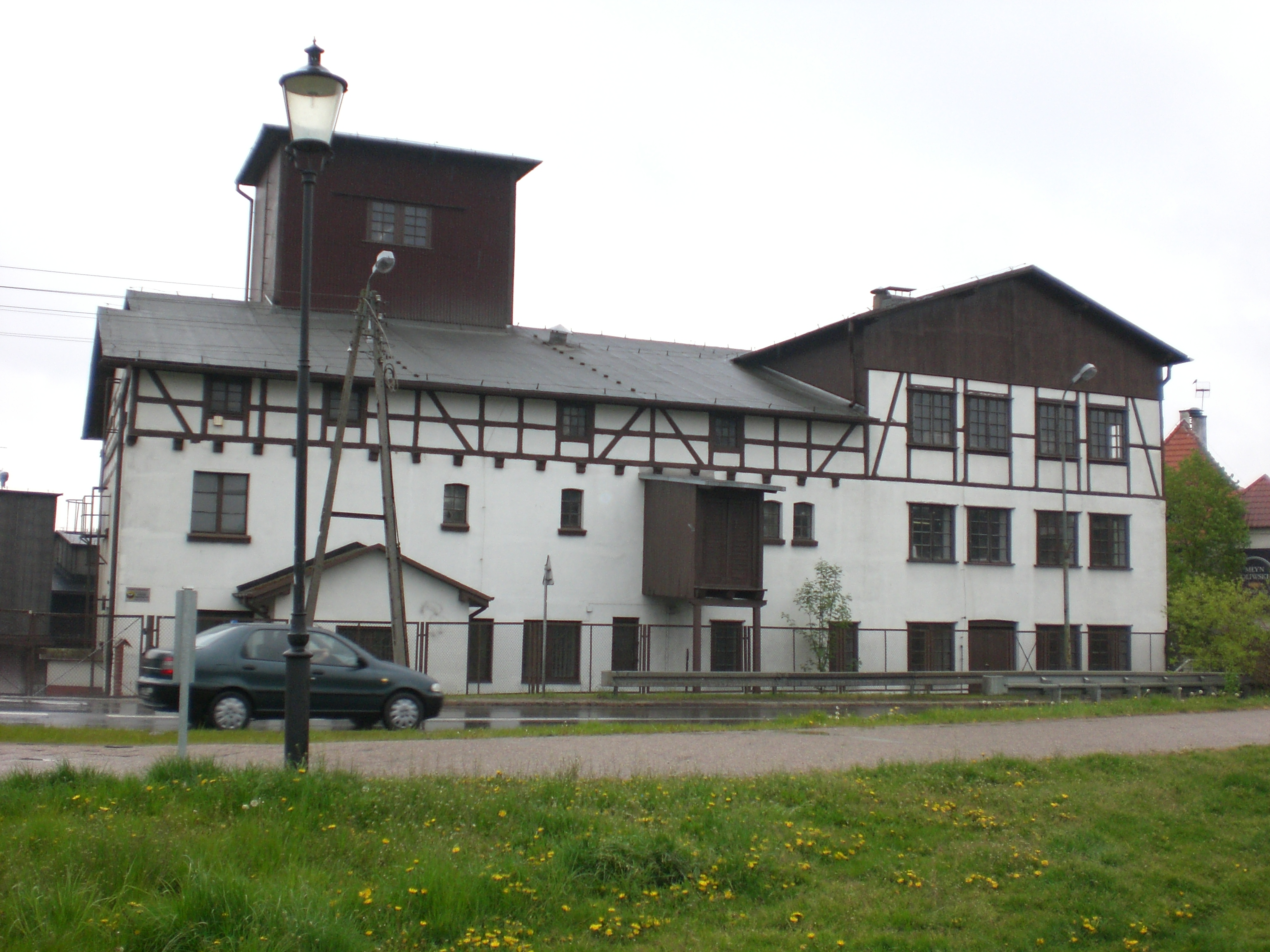
Jeden z ocalałych, młyn IX w Oliwie

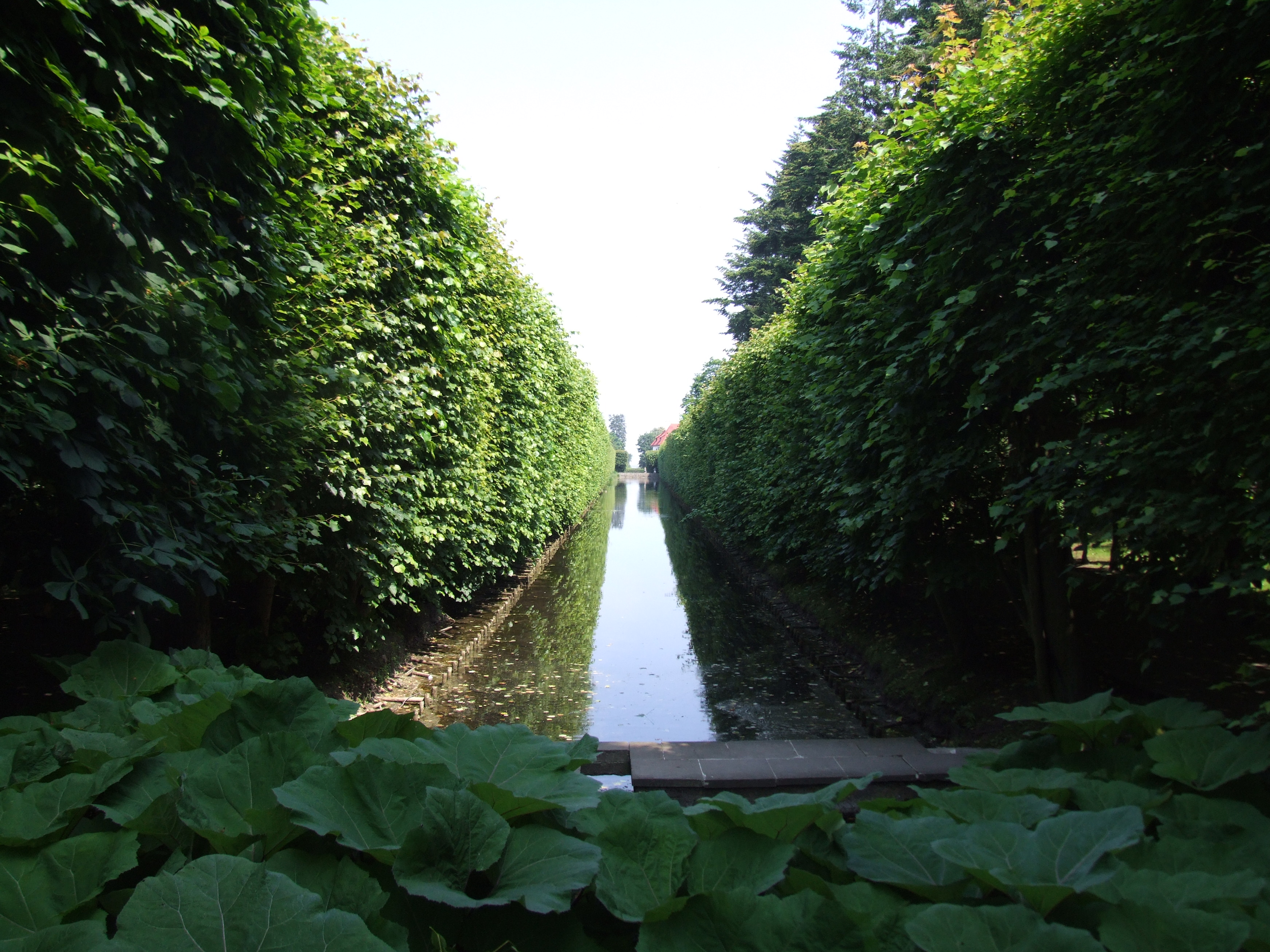
Potok Oliwski w Parku Oliwskim

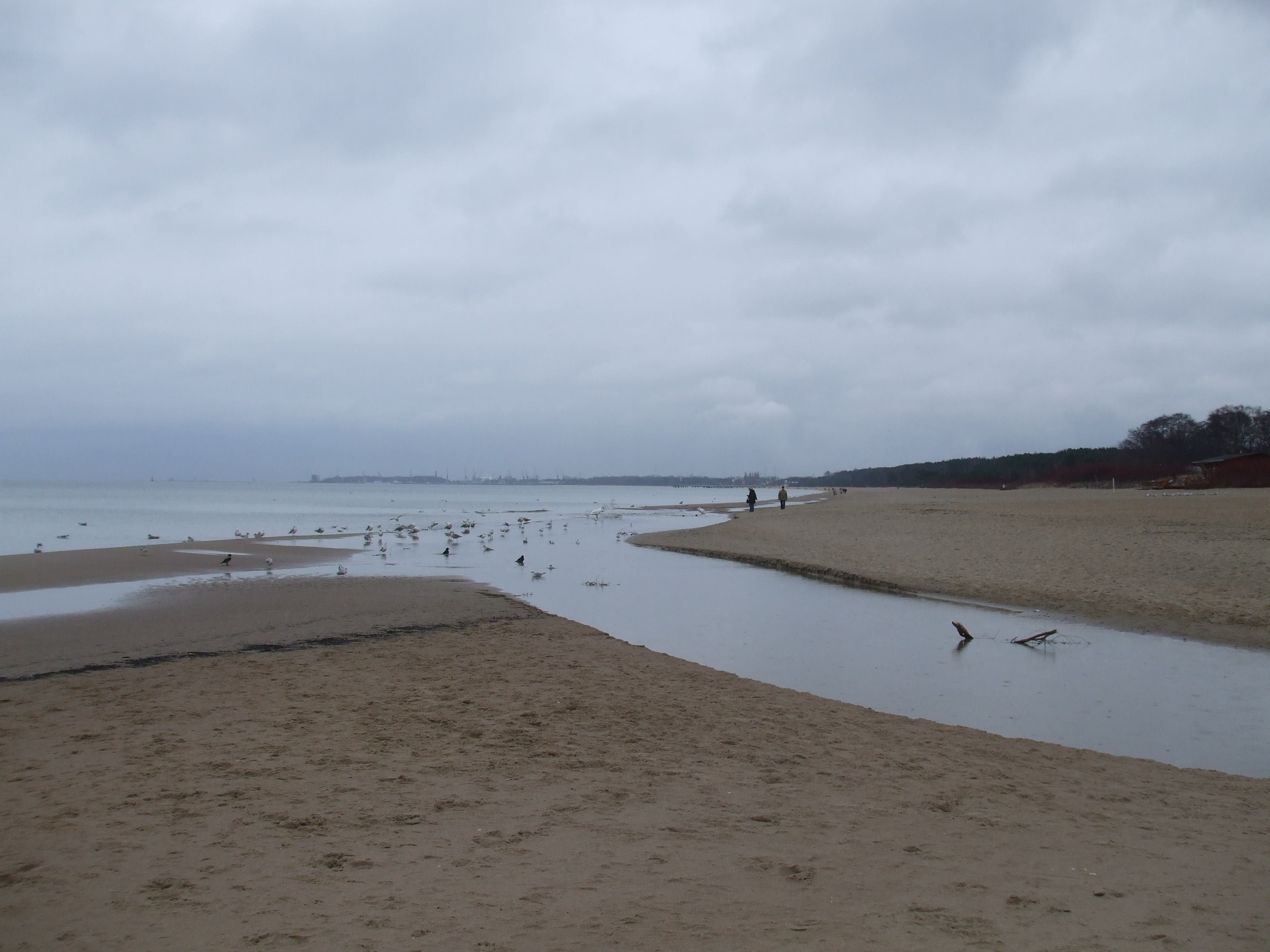
Ujście Potoku Oliwskiego do Zatoki Gdańskiej w Jelitkowie

## Przebieg
Źródła znajdują się na wysokości ok. 140 m n.p.m. w Złotej Karczmie. W początkowym biegu przecina drogę ekspresową S6, i dalej w swym odcinku źródłowym płynie wartkim nurtem poprzez Dolinę Bobrów. Wpływając do Doliny Radości przyjmuje stosunkowo duży lewy dopływ (Potok Zajączkowski, zwany też Dziczym Potokiem) zwiększający w dwójnasób ilość wiedzionej wody.
Dysponując od tego miejsca znaczną ilością wód został w przeszłości zagospodarowany poprzez wykorzystanie energii spadku. Na jego drodze (aż niemal po same ujście) wybudowany został szereg urządzeń, z których najbardziej znane są młyny oraz Kuźnia Wodna w Oliwie.
Potok płynie dalej poprzez Oliwę, zasilając w wodę stawy parkowe, a następnie w kierunku wschodnim aż po swe ujście w Jelitkowie.
Sąsiednie dolinki obsługiwane są przez dopływy potoku. Obszar źródłowy jednego z dopływów (Potok Prochowy) objęty jest ochroną (Rezerwat przyrody Źródliska w Dolinie Ewy), a natomiast dolinka innego potoku (Potok Rynarzewski dl. 3,4 km) zajęta jest przez Gdański Ogród Zoologiczny. Pozostałe imienne dopływy to Potok Bobrowy oraz Potok Czystej Wody.
Jest jednolitą częścią wód powierzchniowych Potok Oliwski o typie potok nizinny (PN). Do 2023 miał kod PLRW20001847994, następnie PLRW20000947994. W 2022 jego potencjał ekologiczny oceniono jako słaby, o czym zadecydował stan makrobezkręgowców bentosowych, podczas gdy parametry fizykochemiczne z reguły mieściły się w kryteriach stanu dobrego. 

## Historia
Do 1945 roku dolna część przepływu potoku nosiła nazwę niemiecką Glettkaubach.
Przy Potoku Oliwskim i jego dopływach funkcjonowało w ciągu wieków ponad dwadzieścia młynów i zakładów przemysłowych pracujących dzięki sile wody. Numerowane były pod prąd potoku – od I młyna w Jelitkowie, do XXIV w Dolinie Krzaczastego Młyna. Zespół młynów nad Potokiem Oliwskim w większości został zniszczony przez czas i różne okoliczności (wojny, pożary, brak gospodarza). Dokonane w przeszłości zagospodarowanie całego potoku jest przykładem na wykorzystanie naturalnych możliwości środowiska do rozwoju gospodarczego określonej przestrzeni osiedleńczej. Ten unoszący się w przestrzeni duch miejsca (genius loci) spowodował, iż właśnie w Dolinie Radości w oparciu o wody potoku, założył swoje poletko doświadczalne Instytut Budownictwa Wodnego PAN.